# 虐待被监护、看护人罪
根据《中华人民共和国刑法》第二百六十条之一的规定，虐待被监护、看护人罪是指对未成年人、老年人、患病的人、残疾人等负有监护、看护职责的人，虐待被监护、看护的人，情节恶劣的行为。

## 处罚
犯虐待被监护、看护人罪的，处三年以下有期徒刑或拘役。同时刑法明文规定了单位犯罪，对单位判处罚金，并对其直接负责的主管人员和其他直接责任人员，依照三年以下有期徒刑或拘役处罚。
如果造成被害人死亡等其他后果，构成其他犯罪的，依照处罚较重的规定从重处罚。

## 案例

### 天津“针扎虐童案”
2018年，天津滨海新区金色摇篮东城幼儿园疑似出现老师虐待儿童的情况，受害儿童达37人。2020年8月，法院一审宣判，5人均被认定虐待被看护人罪，分别获刑一年半至两年六个月不等。